# Литолошка метода одређивања старости стена
Литолошка метода користи се за одређивање старости стена према њиховом саставу и изгледу. Данас је готово без икаквог значаја. Она се оснива на овој поставци: старије стене су уопште компактније, чвршће, јаче метаморфисане, тамније боје; млађе су растреситије, мекше, неметаморфисане или врло мало промењене. Међутим ово се не може сматрати као правило. Стене разнога доба постанка могу бити по саставу и изгледу врло сличне међу собом. Кречњаци, пешчари, лапорци створени у разним периодама, често личе једни на друге у толикој мери, да је немогуће одвојити их и одредити им релативну старост искључиво према литолошком саставу. Знатно већу помоћ у овоме пружа ред у коме су слојеви наслагани(суперпозиција слојева). Закон о суперпозицији слојева је: у нормалним приликама сваки слој је старији од слоја који је изнад њега, а млађи од онога на коме лежи. Али су исто тако чести и случајеви обрнутог положаја слојева. Тада је немогуће применити закон о суперпозицији за одредбу њихове релативне старости, може нас довести до сасвим погрешног закњучка. Најчешћи је од тих случајева онај када су слојеви накнадним поремећајима претурени, један преко другог налегли или пребачени.